# Ван Ян
Ван Ян (кит. 汪洋; род. 5 марта 1955, Сучжоу, Аньхой) — китайский партийный и государственный деятель, председатель Всекитайского комитета Народного политического консультативного совета Китая (ВК НПКСК) 13-го созыва (2018—2023).
Член Постоянного комитета Политбюро ЦК КПК (2017—2022), член Политбюро ЦК КПК с 2007 по 2022 годы. В 2013—2018 гг. один из четырёх (третий по рангу) вице-премьеров Госсовета КНР. В 2007—2012 годах глава комитета КПК провинции Гуандун, в 2005—2007 годах глава Чунцинского горкома КПК.
Член КПК с августа 1975 года, кандидат в члены ЦК КПК 16-го созыва, член Политбюро с 2007 по 2022 годы (17-го, 18-го и 19-го созывов), член Постоянного комитета Политбюро с 2017 по 2022 годы.
Ван считается одним из ведущих реформаторов в высшем руководстве Китая, и ему часто приписывают создание новаторской модели развития провинции Гуандун, характеризующуюся упором на частное предпринимательство, экономический рост и усиление роли гражданского общества.

## Биография

### Ранние годы
По национальности ханец.
Трудовую деятельность начал с семнадцати лет (в июне 1972 года), бросив учёбу — потеряв отца, чтобы помогать матери, в семье кроме него было ещё двое детей.
Выпускник Партийной школы при ЦК КПК, где учился заочно в 1989—1992 гг.
Магистр политехнических наук (учился в аспирантуре факультета менеджмента Китайского научно-технического университета, без отрыва от работы в 1993—1995 гг.).

### Карьера
В 1972—1976 гг. рабочий фабрики пищевых продуктов округа Сусянь провинции Аньхой, ответственное лицо цеха фабрики. В 1976—1979 гг. учитель, заместитель завкафедрой, член парткома Школы кадров имени «7 мая» округа Сусянь. В 1979—1980 гг. учился на теоретических пропагандистских курсах для кадровых работников в Партийной школе при ЦК КПК. В 1980—1981 гг. преподаватель Партшколы при Комитете КПК округа Сусянь. В 1981—1982 гг. заместитель секретаря Комитета КСМК округа Сусянь. В 1982—1983 гг. заведующий Отделом пропаганды при Комитете КСМК провинции Аньхой, а в 1983—1984 гг. заместитель секретаря Комитета. В 1984—1987 гг. заместитель руководителя и секретаря партгруппы, в 1987—1988 гг. руководитель и секретарь партгруппы Комитета по физкультуре и спорту пров. Аньхой. В 1988—1992 гг. и. о., предправительства города Тунлин (пров. Аньхой) и заместитель секретаря горкома.
- В 1992—1993 гг. председатель и секретарь партгруппы Плановой комиссии провинции Аньхой, помощник губернатора провинции Аньхой.
- В 1993—1998 годах вице-губернатор провинции Аньхой (губернатором в 1994—1998 гг. был Хуэй Лянъюй).
- В 1998—2003 годах зампред Госплана Цзэн Пэйяня.
- В 2003—2005 годах заместитель генсекретаря Госсовета КНР Хуа Цзяньминя.
- В 2005—2007 годах секретарь Чунцинского горкома партии.
- В 2007—2012 годах глава парткома провинции Гуандун (Южный Китай).

Отмечают, что на пленарном заседании комитета КПК провинции он впервые подчеркнул, что Гуандун, идя в авангарде проведения политики реформ и открытости, обязан продолжать раскрепощать мышление, придерживаться политики реформ и открытости и идти по пути реализации концепции научного развития, противодействуя вызовам традиционной модели развития (курсив Википедии).
На этом посту отмечалась его работа по проведению реформ в провинции в тесной связке с премьером Госсовета КНР Вэнь Цзябао. «Ван Ян искал экономическую модель для провинции Гуандун, которая отвечала бы ожиданиям народа», — отмечал «The Economic Observer».
Ожидалось его включение в состав Постоянного комитета Политбюро ЦК КПК 18 созыва, но этого не произошло, возможно, по причине опасений у различных групп в КПК в связи с высказываемыми им взглядами. Он также считался главным претендентом на должность секретаря Центральной комиссии по проверке дисциплины, которую занял тогда Ван Цишань.
- Председатель китайского оргкомитета Года китайского туризма в России (2013)[11].
- С марта 2013 года один из четырёх (третий по рангу) нынешних вице-премьеров Госсовета КНР. Являлся самым молодым из них[5].

Его указывали потенциальным членом Постоянного комитета Политбюро 19-го созыва, и он оказался им избран. Также стал председателем Всекитайского комитета Народного политического консультативного совета Китая (ВК НПКСК) 13-го созыва (в марте 2018 года). Наблюдателями считалось, что он мог стать преемником Ли Кэцяна на посту премьер-министра, однако по итогам 20 съезда партии в октябре 2022 года Ван Ян не вошёл в состав нового ЦК.
Интересно, что на посту главы парткома провинции Гуандун Ван Ян в 2007 году сменил Чжан Дэцзяна, в марте 2013 года также сменив его, избранного тогда председателем ПК ВСНП, в должности вице-премьера.
Также интересно, что в должности секретаря Чунцинского горкома КПК в 2007 году его сменил впоследствии оскандалившийся Бо Силай. Отмечали, что Ван Яна считали основным политическим антагонистом Бо Силая.
Во время 20-го съезда Коммунистической партии Китая в октябре 2022 года Ван не был избран в новый 20-й Центральный комитет Коммунистической партии Китая, что указывает на его политическую отставку.

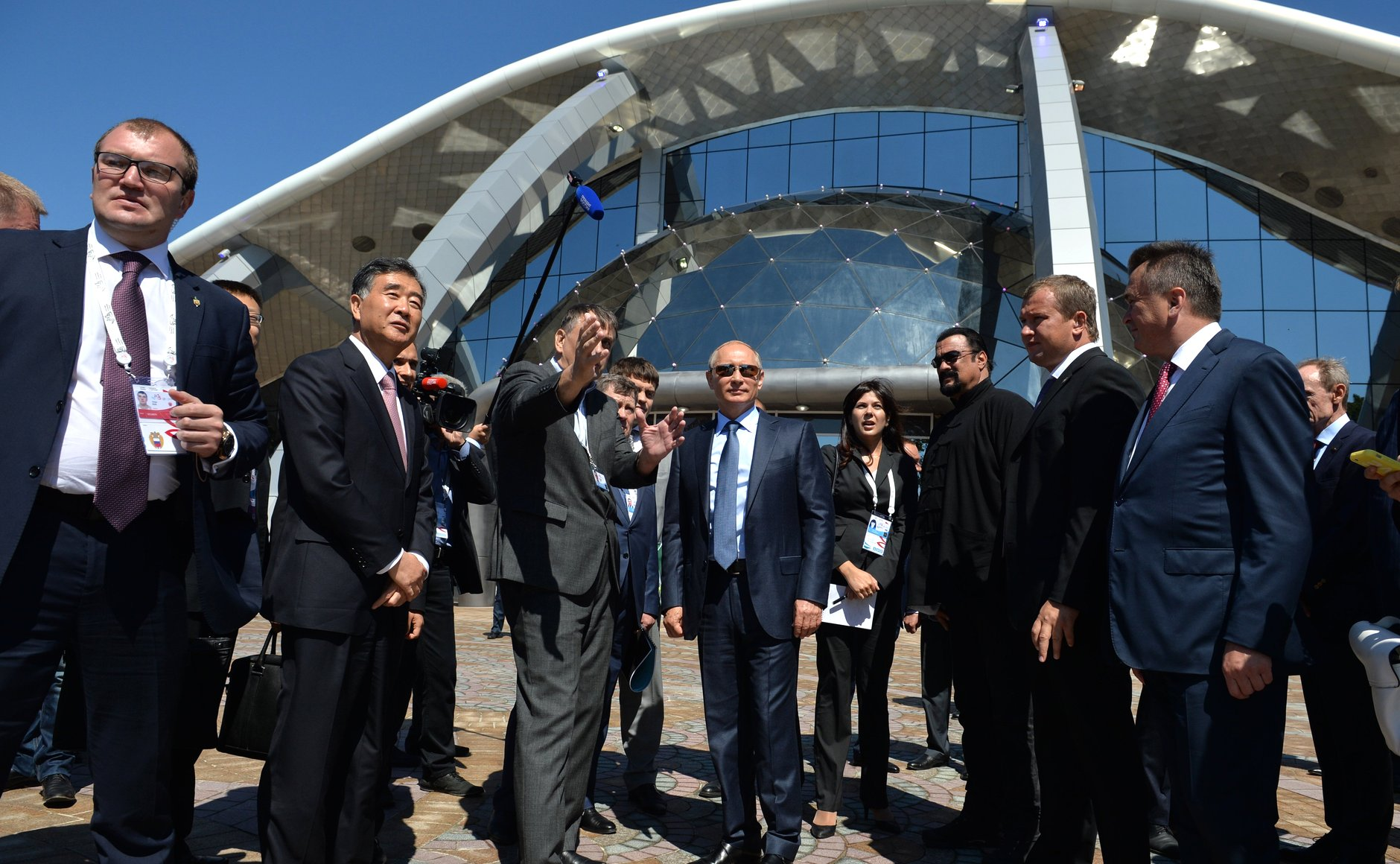
Ван Ян, Владимир Путин и Стивен Сигал. Владивосток, 4 сентября 2015 года

## Политические позиции и общественный имидж
Вана часто считают ведущим либералом в правящей элите Китая, представляющим школу мысли, выступающую за усиление роли свободного рынка, постепенную политическую либерализацию и правительство, которое в большей степени учитывает потребности простых людей. Хотя в целом он более смело бросал вызов партийной ортодоксальности по сравнению со своими коллегами, аналитики предполагают, что он вряд ли будет прямо бросать вызов партийной линии.
Ван также считается сторонником рыночных решений экономического развития. Если бы экономический рост был аналогичен выпечке пирога, Ван сказал, что приоритетом должно быть «испечь пирог», а не разделить его, то есть экономический рост имеет приоритет над перераспределением богатства. Это резко контрастировало с «моделью Чунцина», предложенной Бо Силаем, которая предполагает, что сначала следует справедливо перераспределить богатство или что перераспределение богатства и экономический рост могут происходить одновременно. Противоположные взгляды Вана и Бо на то, что было названо «теорией торта», характеризовалось всё более очевидным идеологическим разделением на «лево-право» внутри правящей элиты Китая.
«Одна из самых ярких фигур в реформистской фракции КПК», — характеризует его «The Epoch Times» (2012), причисляя к «фракции Ху Цзиньтао». Указывают, что он пользуется сильной поддержкой Ху Цзиньтао, чем, в частности, объясняют избрание Ван Яна в состав Политбюро в 2007 году сразу из кандидатов в члены ЦК. Отмечая, что он сам называет себя реформатором и характеризуя его как сторонника экономической либерализации, «The Epoch Times» (2012) пишет: «Ван Ян выступает за рыночную государственную политику и большую экономическую свободу в стране, хотя он часто осторожно высказывается, что Китай не должен „подражать“ Западу».
Его также причисляют к представителям так называемой «комсомольской группировки» в КПК.
Известно его высказывание (2013): «Тридцать лет назад в Китае прошла идеологическая реформа, а в настоящее время следует провести реформу в системе распределения интересов в пользу простых людей».
Вана часто можно увидеть улыбающимся на публике, и, как известно, он избегает окрашивания волос, в отличие от большинства своих коллег. Также известно, что Ван делает юмористические замечания на публике. Будучи высокопоставленным экономическим чиновником, представляющим Китай на американо-китайском стратегическом и экономическом диалоге 2013 года, Ван сравнил отношения между Китаем и Соединёнными Штатами как отношения супружеской пары. На встрече с министром финансов США Джеком Лью Ван Ян заметил: «Я знаю, что США разрешают однополые браки, но я не думаю, что у нас с Джейкобом есть такие намерения». Позже он добавил, что Китаю и Соединённым Штатам не следует «выбирать путь развода», заявив, что «как и в случае с Венди Денг и Рупертом Мёрдоком, это слишком дорого».

## Личная жизнь
Супруга Ван Яна — из его родного города Сучжоу. Их дочь, по сообщениям ряда источников, работает в крупном европейском инвестиционном банке в Гонконге. Её супруг Николас Чжан приходится внуком Чжан Айпину.

## Награды
- Орден Дружбы (Россия, 25 мая 2017 года) — за большой вклад в укрепление сотрудничества с Российской Федерацией[25]. Вручён премьер-министром России Дмитрием Медведевым во время визита в Китай[26].